# Helga y Flora
Helga y Flora (deutsch Helga und Flora) ist eine chilenische Fernsehserie, die von Omar Saavedra Santis erstellt und geschrieben wurde und von Suricato für den chilenischen Sender Canal 13 produziert wurde. Sie wurde am 25. April 2020 uraufgeführt. Die Serie spielt in den 1930er Jahren auf dem Gebiet des chilenischen Patagonien und durchläuft verschiedene Erzählbögen im sozialen Kontext der Zeit, in der Frauen in jüngster Zeit Arbeits- und politische Rechte haben. Darin sind unter anderem Catalina Saavedra, Amalia Kassai und Alejandro Sieveking zu sehen, die Nebenaufführung von Tiago Correa, Alessandra Guerzoni, Ernesto Meléndez, Daniela Lhorente, Hernán Contreras und Geraldine Neary.

## Handlung
Helga Gunkel und Flora Gutiérrez, die ersten Frauen der chilenischen Steuerpolizei, werden auf ihre erste Mission geschickt: nach Kerren zu reisen, einer Ranch auf der Isla Grande de Tierra del Fuego, um den Diebstahl von Sigfried zu untersuchen, einem feinblütigen Pferd des mächtigen Don Raymond Gamper, Rancher deutscher Herkunft, Besitzer von allem und jedem.
Dieses Ereignis öffnet jedoch das Schleusentor für eine ganze Welt von Geheimnissen und gekreuzten Geschichten in einem unwirtlichen Land. Dieser scheinbar einfache Fall verbirgt einen Verbrecher, der aus Rache in die Stadt zurückgekehrt ist und eine Reihe anderer Verbrechen initiiert, die die Menschen lieber ignorieren. Für die Ermittler verwandelt er sich jedoch in ein mysteriöses Rätsel von Intrigen, das auf die Gefahr des Verlustes gelöst werden muss, ihr eigenes Leben.